# Sitona striatellus
Sitona striatellus es una especie de escarabajo del género Sitona, familia Curculionidae. Fue descrita científicamente por Gyllenhal en 1834.
Se distribuye por Reino Unido, Francia, Polonia, Alemania, Países Bajos, Luxemburgo, Estonia, Austria, Bélgica, Estados Unidos, Mongolia, Rusia, Dinamarca, Ucrania, Afganistán, Bulgaria, Bielorrusia, Canadá, España, Grecia, Italia, Serbia y Eslovaquia.
El cuerpo de esta especie es de color oscuro, con escamas brillantes. Fémur negro, tibias, tarsos y antenas ferruginosas.

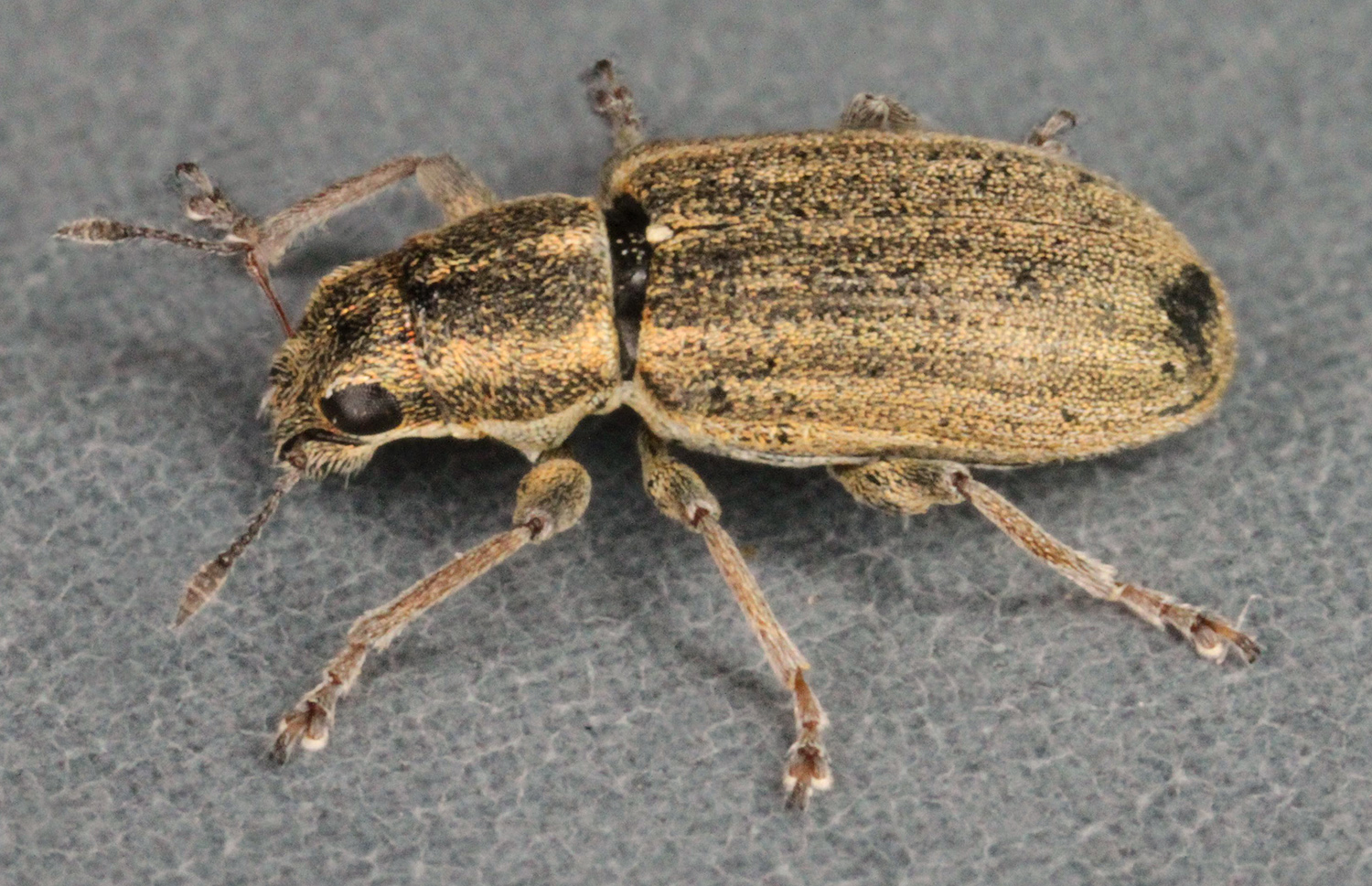
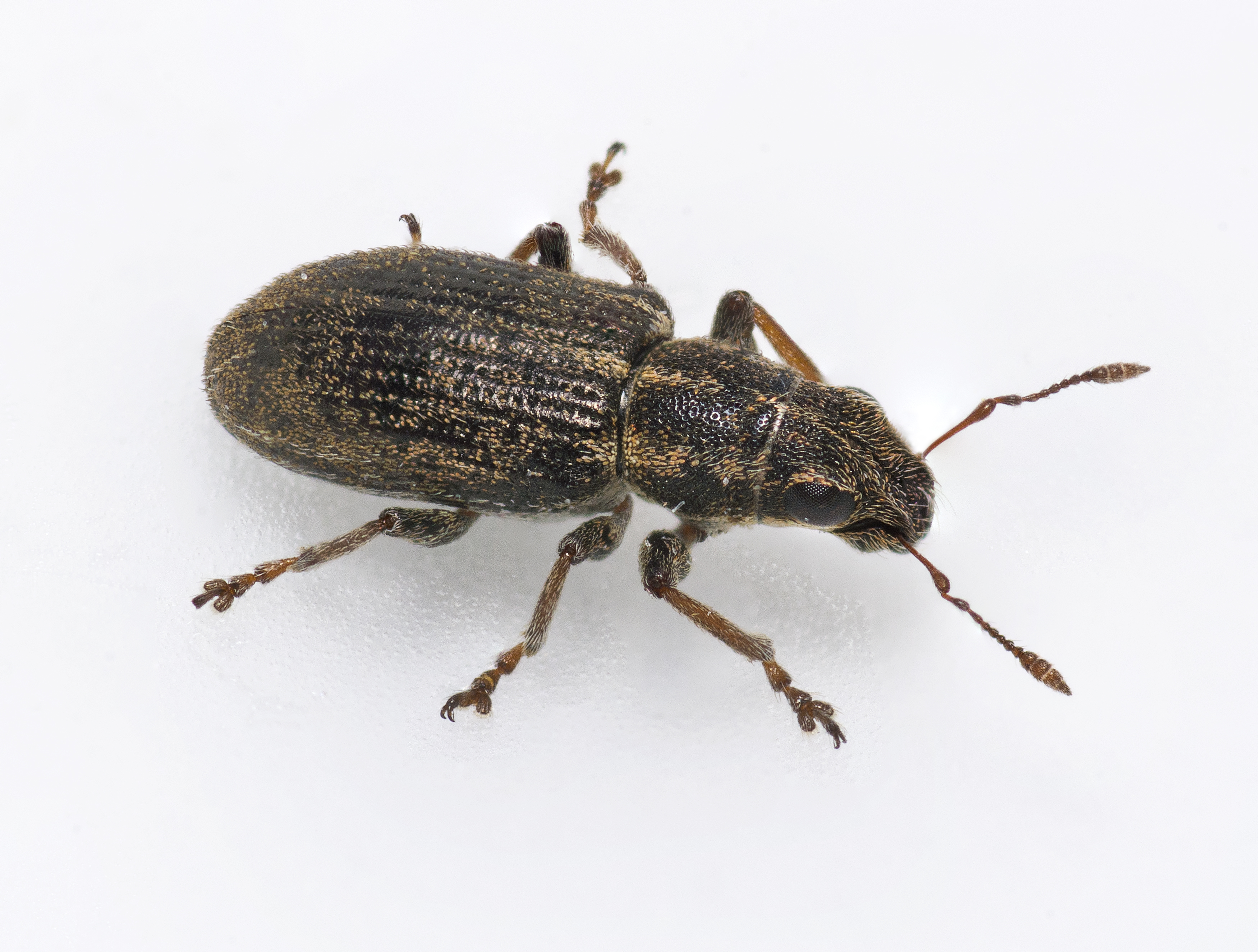
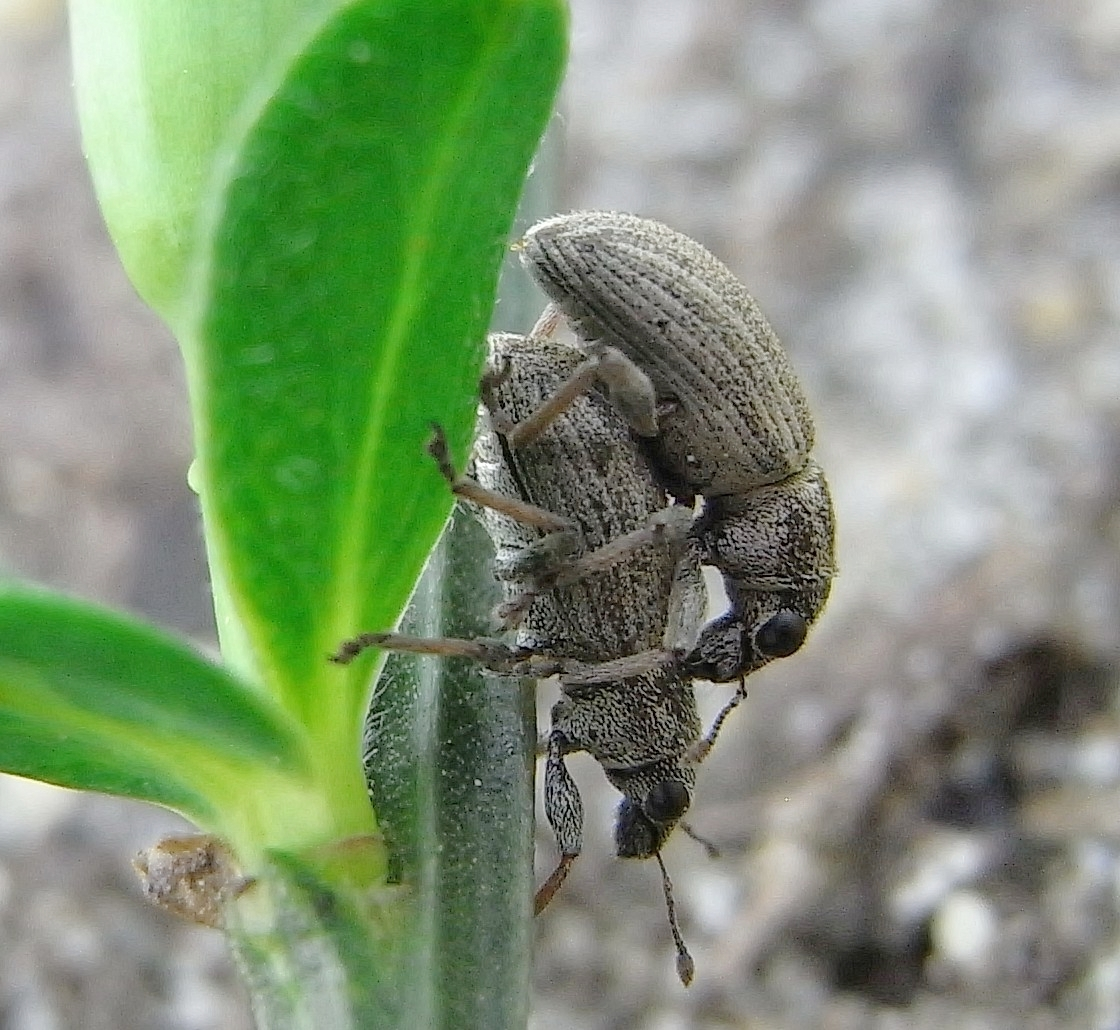